# Лобани (Псковская область)
Лобани — деревня в южной части Усвятского района Псковской области. Входит в состав сельского поселения «Усвятская волость».
Расположена в 14 км к югу от райцентра Усвяты, на левом (восточном) берегу реки Усвяча.

## Население
Численность населения составляет 24 жителя (2000 год).

## История
До 3 июня 2010 года деревня входила в состав ныне упразднённой Чеснорской волости.